# Salman Szarida
Salman Szarida (ur. 19 maja 1968) – były bahrajński piłkarz, obecnie selekcjoner drużyny reprezentacji Bahrajnu.

## Kariera
Salman Szarida jest byłym reprezentantem Bahrajnu. Po zakończeniu kariery rozpoczął pracę jako trener. Od 2005 do 2007 roku był selekcjonerem reprezentacji Pakistanu. Następnie trenował klubowe drużyny: Al-Muharraq z Bahrajnu i Al-Arabi ze Zjednoczonych Emiratów Arabskich. Od 2010 jest selekcjonerem reprezentacji Bahrajnu.